# الصفوح

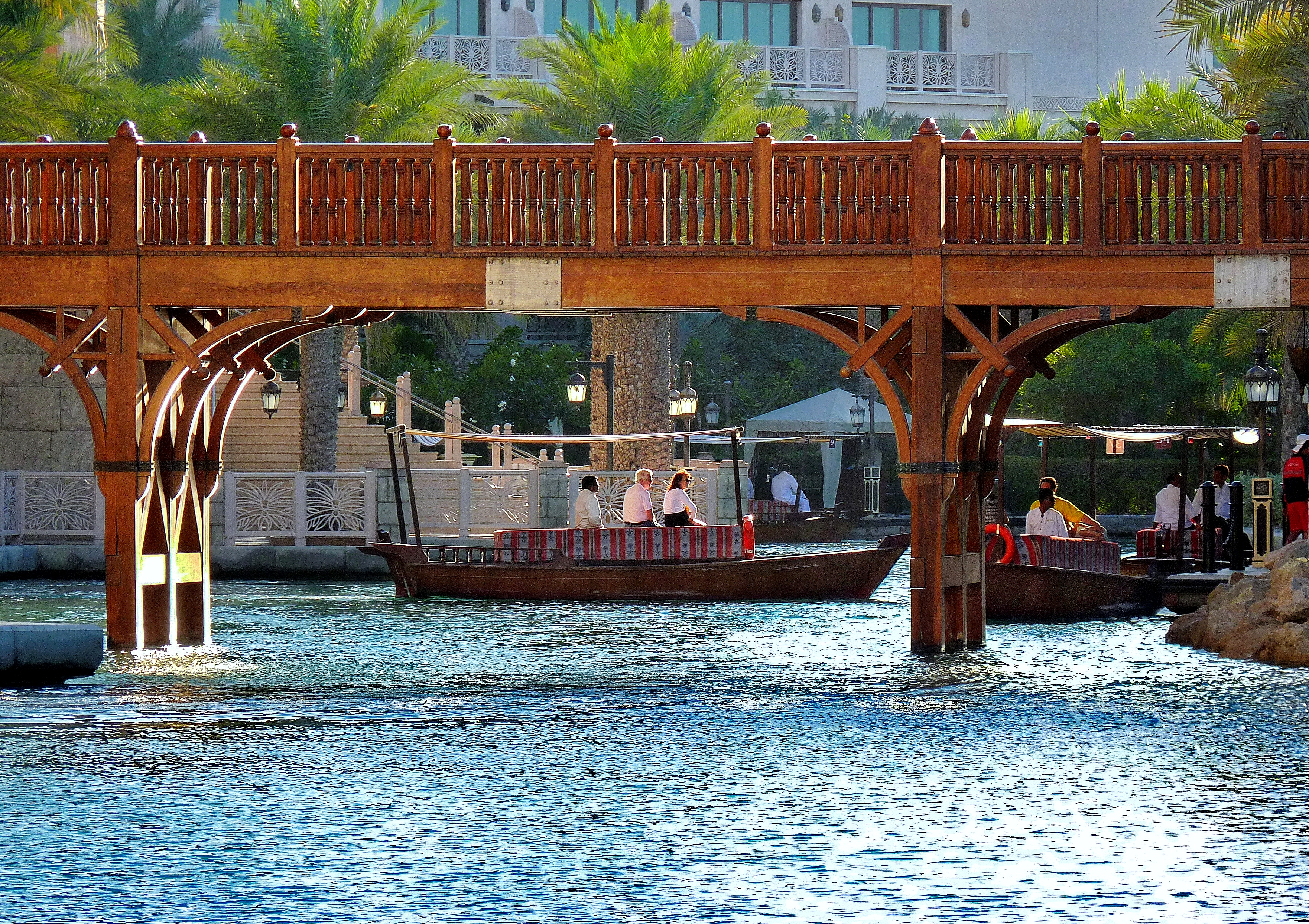

الصفوح هو حي يقع في إمارة دبي في الإمارات العربية المتحدة ويبلغ عدد سكانها 3,337 نسمة. ينقسم إلى جزئين هما الصفوح 1 والصفوح 2 ويضم الحي ميناء السلام دبي وأكاديمية الشرطة في دبي و قرية المعرفة في دبي التي تضم بدورها جامعات هامة مثل جامعة ميدلسيكس دبي وجامعة ولونغونغ وجامعة مانشستر وغيرها،كما يضم الحي مدينة دبي للإعلام ومدينة دبي للإنترنت .

## أقسام المنطقة

### الصفوح 1
تقع منقطة الصفوح 1 على امتداد تقاطع شارع أم سقيم D63 وشارع الصفوح D94 ،وتمتد نحو مدينة جميرا ليفينج كونها تجاور ساحل الخليج العربي. هذا وتشتمل الصفوح 1 على عدد من المعالم البارزة، منها أكاديمية شرطة دبي ومدرسة ويلينجتون، بالإضافة إلى الشاطئ الرملي الذي يقبع على مساحة شاسعة في المنطقة ويستقطب الكثير من السكان. على الرغم من توفر جميع هذه المعالم، إلّا أن المنطقة غير مزدحمة كغيرها من المناطق التجارية ومناطق الواجهات الشاطئية الأخرى في دبي، إذ تعد واحدة من الوجهات الهادئة التي يفضلها الزوار للاسترخاء لساعات فيها، كما زيارة بعض شواطئ دبي المفتوحة الرائعة في منطقة جميرا.  

### الصفوح 2
الصفوح 2 هي واحدة من المنطقتين الفرعيتين الواقعتين في الصفوح الأم، وتحيط بها عدداً من المناطق المهمة في إمارة دبي؛ مثل نخلة جميرا ودبي مارينا وغيرها، وتشتمل على مشاريع سكنية توفر خاصية التملك الحر، ومنها فلل فلامينجو ومدينة دبي للإنترنت. على الصعيد العقاري، تتضمن المنطقة الفرعية شقق وفلل بمساحات متفاوتة، بالإضافة إلى العقارات التجارية، ناهيك عن إطلالتها البحرية، كذلك فإنها تتصل بشبكة الطرق الرئيسية في إمارة دبي، حيث تقع على مقربة من شارع الشيخ زايد.  